# Phrynium longispicum
Phrynium longispicum är en strimbladsväxtart som först beskrevs av Karl Moritz Schumann, och fick sitt nu gällande namn av Piyakaset Suksathan och Finn Borchsenius. Phrynium longispicum ingår i släktet Phrynium och familjen strimbladsväxter.
Artens utbredningsområde är Sulawesi. Inga underarter finns listade.